# Верхняя Албота
Верхняя Албота (рум. Albota de Sus, Албота де Сус) — село в Тараклийском районе Молдавии. Является административным центром коммуны Верхняя Албота, включающей также сёла Рошица и Софиевка.

## География
Село расположено на высоте 111 метров над уровнем моря. Через село, по направлению с севера на юг протекает река Салчия, левый приток реки Большая Салчия (водосборный бассейн реки Ялпуг).

## Население
По данным переписи населения 2004 года, в селе Албота де Сус проживает 1333 человека (661 мужчина, 672 женщины).
Этнический состав села:
| Национальность | Число жителей | Процентный состав |
| -------------- | ------------- | ----------------- |
| болгары        | 649           | 48.69             |
| молдаване      | 247           | 18.53             |
| гагаузы        | 216           | 16.2              |
| русские        | 119           | 8.93              |
| украинцы       | 90            | 6.75              |
| румыны         | 3             | 0.23              |
| прочие         | 9             | 0.68              |
| Всего          | 1333          | 100 %             |